# O منفی (فیلم)
اُو منفی فیلمی محصول سال ۱۳۶۸ به کارگردانی احمدرضا گرشاسبی و کریم زرگر، نویسندگی ابوالفضل جلیلی و تهیه‌کنندگی روح‌الله برادری می‌باشد.

## بازیگران
- حمید حیدری
- عباس امیری مقدم
- حسن بابایی
- جعفر دوروش
- جاسم اهوازی
- علی یزدانی
- حسین یاری
- مرشد عباس
- مطهره فرهنگ
- درود شرطان
- مهتاب لسانی
- علی محمد نوری ممبینی